# 加比爾·安祖拿
加比爾·安祖拿（義大利語：Gabriele Angella，1989年4月28日—）在佛羅倫薩出生，是一名意大利足球員，司職後衛，现效力于意大利足球乙级联赛球队佩魯賈。

## 球會
安祖拿於2006年在安波里開展他的足球事業，於2008年獲提升上一隊，在同年9月13日一場0-0賽和阿爾比諾萊費的意乙聯賽中首次上陣。
2010年8月31日，烏甸尼斯把他與費比連尼簽訂了球員共有權的交易，價錢為€3,000,000。他被租借到錫耶納於2011-2012賽季並提出租借到里賈納在2012年1月下旬。
2013年7月，加比爾·安祖拿從烏甸尼斯永久加盟屈福特並簽訂五年合同，他的首演在2013年8月3日客場挑戰伯明翰城的比賽。

## 國家隊
2009年9月4日安祖拿為意大利U21首次亮相出任首發，在作客斯旺西的比賽中1-2不敵威爾斯U21。

## 外部連結
- Profile at FIGC （意大利文）
- Profile at Empoli （意大利文）
- Profile at Football.it（页面存档备份，存于） （意大利文）